# Friedrich Hund
Friedrich Hermann Hund (4. února 1896 Karlsruhe – 31. března 1997 Göttingen) byl německý fyzik, známý pro svou práci v oblasti atomů a molekul.
Působil na Lipské univerzitě, Univerzitě Johanna Wolfganga Goetheho ve Frankfurtu nebo na univerzitě v Göttingenu a spolupracoval s fyziky jako Erwin Schrödinger, Paul Dirac, Werner Heisenberg, Walther Bothe nebo Max Born, u nějž působil jako asistent pracující na kvantové interpretaci pásma spektra dvouatomových molekul.

## Život
Po studiu matematiky, fyziky a geografie v Marburgu a v Göttingenu, působil jako soukromý lektor fyziky v Göttingenu, od roku 1927 byl profesorem v Rostocku, od roku 1929 v Lipsku, v roce 1946 přešel do Jeny, v roce 1951 do Frankfurtu nad Mohanem a od roku 1957 pracoval opět v Göttingenu. V roce 1926 působil v Kodani u Nielse Bohra a v roce 1928 přednášel na Harvardově univerzitě. Publikoval přes 250 vědeckých prací, mezi nimiž byly také zásadní příspěvky do kvantové teorie, zejména o struktuře atomů a molekulárních spektrech.
Robert Sanderson Mulliken, který získal v roce 1966 Nobelovu cenu za chemii prohlašoval, že Hundova práce na něj měla velký vliv a rád by se podělil o Nobelovu cenu právě s Hundem. Jako uznání je Mullikenova práce za niž získal Nobelovu cenu, týkající se molekul, často označována jako Hundova-Mullikenova. V roce 1926 objevil tunelový jev neboli kvantové tunelování.
Hundovy případy jsou zvláštní případy ve spojování momentů hybnosti a Hundových pravidel, které řídí elektronové konfigurace, Jsou důležité pro spektroskopii a kvantovou chemii. V chemii je první Hundovo pravidlo maximální multiplicity velmi důležité a často se označuje jen jako Hundovo pravidlo.
U příležitosti jeho stých narozenin o něm vyšla kniha napsaná Wernerem Kutzeniggem. Z dalších ocenění jmenujme čestné občanství Jeny, kde je po něm pojmenována i ulice. V Göttingenu se po něm jmenuje náměstí.
Jeho syn Gerhard je šachista a matematik.